# Charity Adams Earley

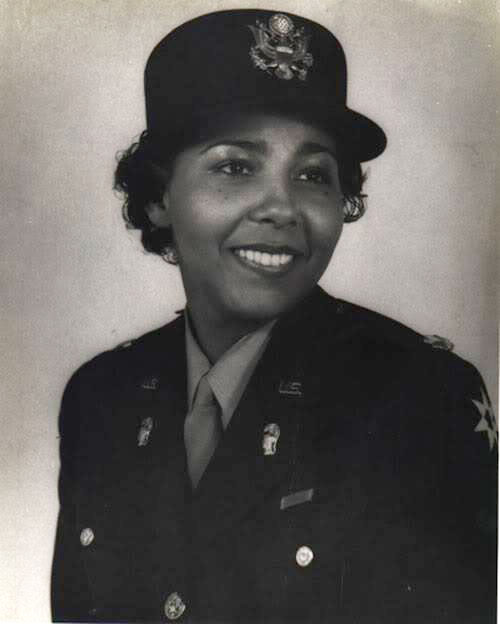
Charity Adams Earley

Charity Edna Adams Earley (* 5. Dezember 1918 in Columbia, South Carolina als Charity Edna Adams; † 13. Januar 2002 in Dayton, Ohio) war eine Soldatin im Rang eines Lieutenant Colonels der US Army im Zweiten Weltkrieg. Nach mehrjähriger Tätigkeit als Lehrerin für Mathematik und Naturwissenschaften ging sie 1942 im Alter von 24 Jahren zum Women’s Army Auxiliary Corps. Sie wurde die erste afroamerikanische Offizierin in der Geschichte der US-amerikanischen Armee und zum Ende des Krieges auch deren ranghöchste. 
Als Kommandeurin des 6888th Central Postal Directory Battalion leitete sie auf dem europäischen Kriegsschauplatz ab März 1945 die Abarbeitung des umfangreichen Zustellungsrückstandes der US-Feldpost, der durch die Truppenbewegungen auf bis siebzehn Millionen Sendungen angewachsen war. Nach ihrer Militärkarriere vollendete sie ihr Studium der Berufspsychologie und war später in leitenden Funktionen an staatlichen afroamerikanischen Hochschulen tätig. In den 1950er Jahren zog sie in ihre neue Heimat Dayton, Ohio, und widmete sich neben der Erziehung ihrer Kinder zahlreichen ehrenamtlichen Tätigkeiten.

## Werdegang

### Kindheit und Ausbildung
Charity Adams Earley wuchs als ältestes von vier Kindern auf. Ihr Vater war Priester der African Methodist Episcopal Church, ihre Mutter arbeitete als Lehrerin. Als Gelehrter beherrschte ihr Vater Griechisch und Latein fließend und besaß einen umfangreichen Bestand an Literatur, für die sich auch seine Kinder begeisterten. Adams Earley übersprang aufgrund ihrer Vorbildung aus dem Elternhaus auch sogleich die erste Grundschulklasse. Im Abschlussjahr war sie Jahrgangsbeste der Booker T. Washington High School und erhielt ein Stipendium, das ihr anschließend den Besuch der Wilberforce University ermöglichte. Nach ihrem Abschluss im Jahr 1938 in Mathematik, Latein und Physik kehrte sie nach South Carolina zurück, wo sie vier Jahre lang an einer Junior High School selbst Mathematik und Naturwissenschaften unterrichtete und gleichzeitig einen Masterabschluss in Berufspsychologie an der Ohio State University anstrebte. Sie unterbrach ihr Studium jedoch und gab ihre sichere Anstellung als Lehrerin auf, um sich 1942 dem im selben Jahr gegründeten Women’s Army Auxiliary Corps (WAAC) anzuschließen, einer Hilfstruppe der United States Army speziell für Frauen. Sie hatte im Juni des Jahres eine Einladung des WAAC erhalten und sich sofort entschlossen, eine Bewerbung abzuschicken. Bereits einen Monat darauf leistete sie ihren Diensteid.

### Armeedienst im Zweiten Weltkrieg
In den ersten Dienstjahren war Adams Earley im Fort Des Moines in Iowa stationiert. Aufgrund der in den Vereinigten Staaten zu der Zeit praktizierten Rassentrennung war sie Teil eines 40-köpfigen Platoons, das aus allen afroamerikanischen Soldatinnen des WAAC bestand. Insgesamt 440 Offiziersanwärterinnen des WAAC nahmen in Des Moines an der Offiziersausbildung teil. Im August 1942 wurde Adams Earley, damals noch unter ihrem Mädchennamen Adams, schließlich als erste Afroamerikanerin des WAAC Offizierin. Bei der Vereidigung wäre sie gemäß der Traditionen der Army aufgrund der alphabetischen Reihenfolge der Nachnamen als Erste aller Offizieranwärterinnen vereidigt worden. Die Army brach jedoch bei dieser Abschlussfeier mit ihrer Tradition und hielt die Vereidigung platoonweise ab.

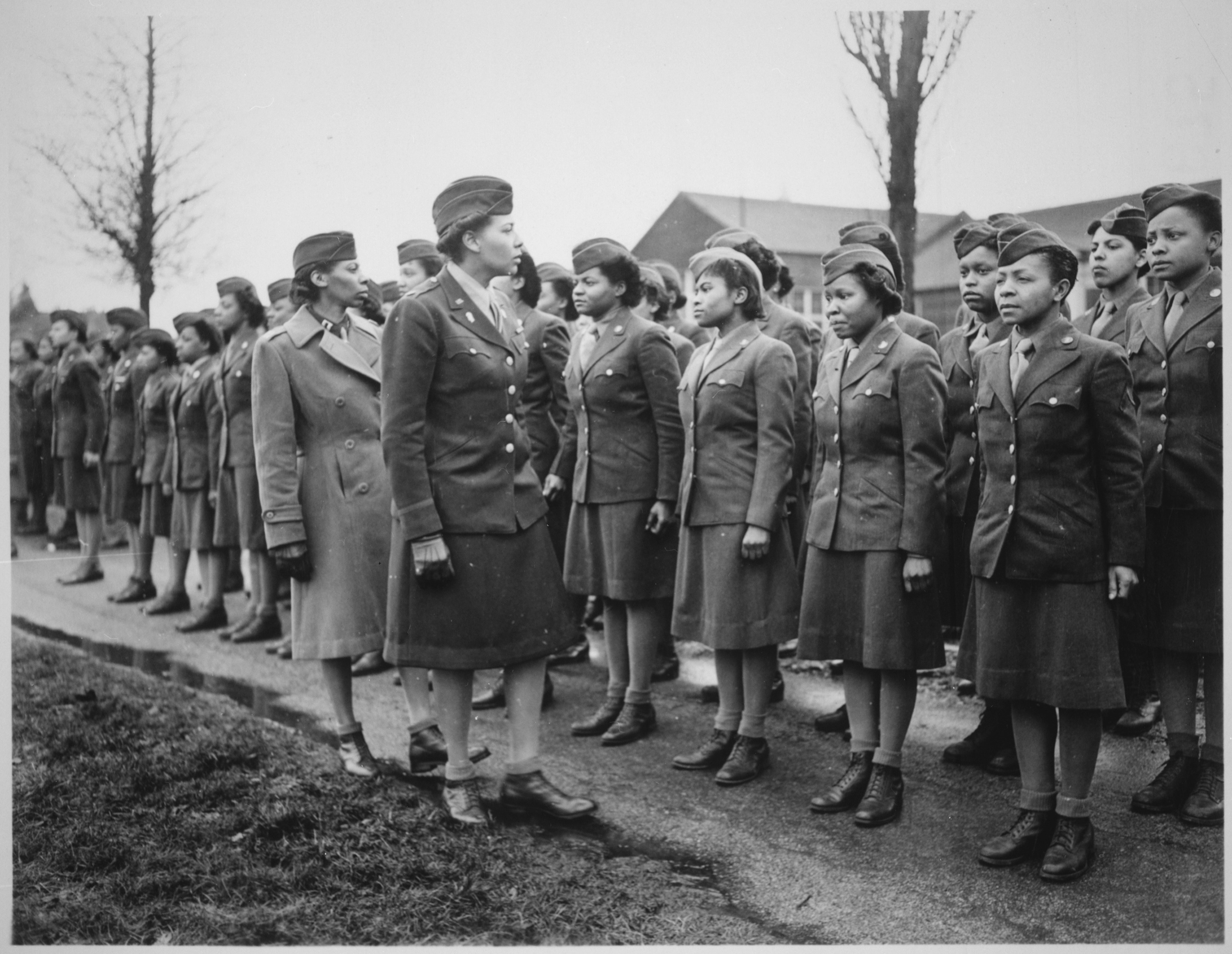
Maj. Charity E. Adams inspiziert Soldatinnen des WAAC, England 1945.

Ab Mitte des Jahres 1943 war Adams Earley vor allem als Ausbildungsleiterin des ebenfalls zur Jahreshälfte umbenannten Women’s Army Corps tätig, als einzige Afroamerikanerin. In dieser Funktion stieg sie in den Rang eines Majors auf. Diesen Rang erreichte zu Kriegszeiten mit Harriet West Waddy, die mit Adams Earley vereidigt wurde, nur noch eine weitere Afroamerikanerin.
Im Dezember 1944 wurde sie nach Birmingham in England versetzt. Teil ihrer Aufgabe war auch die Aufrechterhaltung der Moral, die sie unter anderem dadurch erfüllte, auch für die afroamerikanischen Soldatinnen das Material und die Örtlichkeit für Schönheitssalons zu organisieren. Solche Möglichkeiten hatten zuvor nur für die weißen Soldatinnen bestanden. Allein diese Maßnahme wurde derart populär, dass der Zulauf von Krankenschwestern und Mitarbeiterinnen des Roten Kreuzes zwischenzeitlich beschränkt werden musste. Gleichzeitig legte sie Wert darauf, Vorhaben der Rassentrennung zu unterlaufen. Als das Rote Kreuz ihrem Bataillon Materialspenden für eine Freizeiteinrichtung zukommen lassen wollte, die allein für Afroamerikaner vorgesehen war, lehnte sie dies ab, da ihr Bataillon sich schon die Nutzung einer bereits bestehenden Einrichtung mit einer anderen Kompanie weißer Soldatinnen teilte.

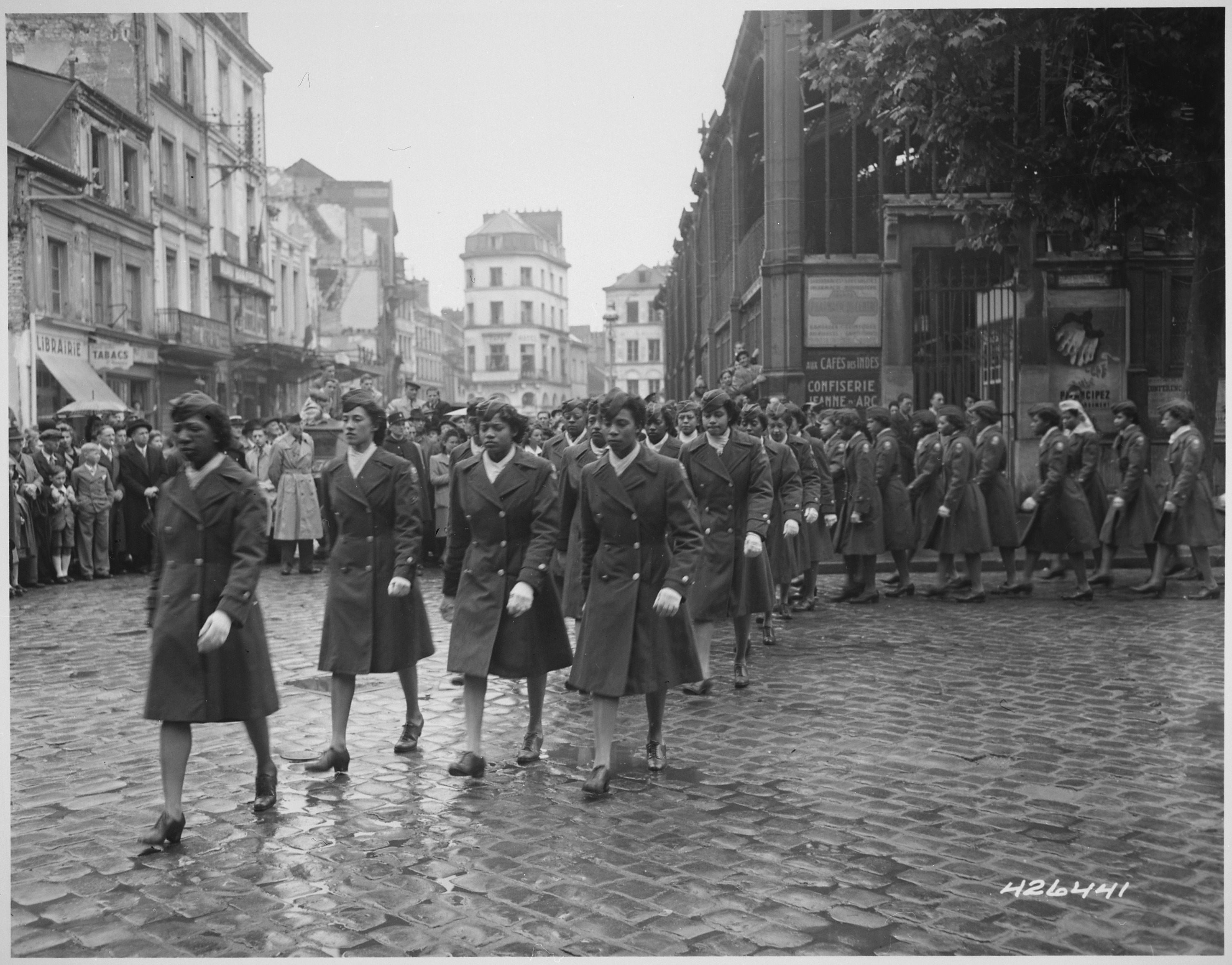
Mitglieder des 6888th Central Postal Directory Battalion bei einer Parade im Mai 1945 in Rouen.

Zum März 1945 wurde ihr das Kommando über das 6888th Central Postal Directory Battalion übergeben, das für die Abwicklung der bislang nicht ausgelieferten Feldpost der in Europa eingesetzten US-amerikanischen Soldaten zuständig war. Da sich die Zustellung durch die Truppenbewegungen erheblich erschwert hatte, liefen bis zu siebzehn Millionen Sendungen auf, die sich in Hangars und Lagerhäusern stapelten. In einem Drei-Schicht-System und an sieben Tagen die Woche arbeitete das Bataillon, das sich das Motto „No mail, no morale“ gab, den Rückstand bereits innerhalb von drei statt der vorgegebenen sechs Monaten ab. Es bestand aus etwa 850 afroamerikanischen Soldatinnen und war ebenfalls zunächst in Birmingham stationiert. Anschließend wurde es nach Rouen in Frankreich und schließlich nach Paris verlegt. Adams Earley befand sich während des VE-Days und den in der Folge entstehenden Siegesfeierlichkeiten zufällig in Paris. Noch während des sogenannten „Victory over Japan Day“ war sie mit ihrem Post-Bataillon in Rouen im Dienst. 1946 sollte sie in die Vereinigten Staaten ans Hauptquartier des Women’s Army Corps im Pentagon versetzt werden, schlug die Versetzung aber aus und nahm ihren Abschied aus dem Militär. Sie war am 26. Dezember 1945 zur Lieutenant Colonel aufgestiegen und damit die höchstrangige afroamerikanische Soldatin zum Kriegsende gewesen.

### Nachkriegszeit
Adams Earley kehrte an die Ohio State University zurück und schloss ihr Masterstudium in Berufspsychologie ab. Sie arbeitete nacheinander für kurze Zeit beim Kriegsveteranenministerium und als Leiterin der Miller Academy for Fine Arts, ehe sie an der Tennessee State University Dean des Bereichs für studentisches Personal wurde. Dieselbe Funktion übte sie danach an der Savannah State University aus, an der sie außerdem als Assistenzprofessorin im Fach Pädagogik lehrte. Sie war ab 1949 mit dem Arzt Stanley Earley junior verheiratet, den sie nach dem Krieg kennengelernt hatte. Mit ihm zog sie zeitweise nach Zürich in die Schweiz, wo er seine Ausbildung absolvierte. Adams Earley lernte Deutsch und belegte danach an der Universität Zürich und am C. G. Jung-Institut Zürich weitere Kurse in Psychologie, ohne jedoch einen Abschluss anzustreben. Kurz vor der Geburt ihres ersten Kindes kehrte die Familie Anfang der 1950er-Jahre in die Vereinigten Staaten zurück, wo sie sich in Dayton, Ohio, niederließen. Hier zog sie mit ihrem Mann einen Sohn und eine Tochter groß und widmete sich nur noch ehrenamtlichen Tätigkeiten.

### Ehrenamtliche Tätigkeiten
Adams Earley war ehrenamtlich in vielfältiger Weise tätig. So engagierte sie sich für United Way, den UNCF, die National Urban League und die Young Women’s Christian Association. Darüber hinaus saß sie im Board of Directors von Dayton Power and Light, der Dayton Metro Housing Authority und der Dayton Opera Company sowie im Aufsichtsrat des Amerikanischen Roten Kreuzes und im Kuratorium des Sinclair Community College in Dayton. Zwar erhielt sie manche Posten nur als weiblicher bzw. afroamerikanischer „Token“, Adams Earley sah sich aber trotz dessen für sämtliche ihrer Positionen als ausreichend qualifiziert an. 1989 veröffentlichte sie ihr Buch One Woman's Army: A Black Officer Remembers the WAC, in dem sie ihre Militärzeit rekapitulierte. Das National Public Radio interviewte sie nach Erscheinen des Buchs, das 1996 ein weiteres Mal aufgelegt wurde.

### Auszeichnungen und Ehrungen
Im Laufe ihres Lebens erhielt Adams Earley insbesondere aufgrund ihrer ehrenamtlichen Aktivitäten zahllose Auszeichnungen und Ehrungen. 1979 wurde sie in die Ohio Women’s Hall of Fame aufgenommen. Drei Jahre darauf führte die Smithsonian Institution Adams Earley in ihrer Liste der 110 wichtigsten afroamerikanischen Frauen. Ebenfalls im Jahr 1982 erhielt sie den Walter White Award der National Association for the Advancement of Colored People („Nationale Organisation für die Förderung farbiger Menschen“) für ihre Leistungen im Militär. Der Senat von Ohio zeichnete sie 1987 für ihre ehrenamtlichen Tätigkeiten im Bundesstaat aus. 1991 erhielt sie Ehrendoktorwürden von der Wilberforce University und der University of Dayton und wurde im selben Jahr von der Kommission des Montgomery Countys zu dessen Bürgerin des Jahres ernannt. Zudem wurde sie in die South Carolina Black Hall of Fame aufgenommen.
1993 erfolgte ihre Aufnahme in die Ohio Veterans Hall of Fame. Für ihre Verdienste im Women’s Army Corps wurde ihr zu Ehren 1996 im National Postal Museum ein Programm kuratiert. Am 30. November 2018 wurde im Buffalo Soldier Monument Park in Fort Leavenworth in Kansas ein Denkmal zu Ehren des 6888th Central Postal Directory Battalion enthüllt. Eine dazugehörige bronzene Büste mit einer Größe von 63,5 cm bildet dessen Kommandeurin Adams Earley ab. Im April 2023 wurde das bisher nach Robert E. Lee benannte Fort Lee zu Ehren von Adams Earley und dem afroamerikanischen Generalleutnant Arthur Gregg in Fort Gregg-Adams umbenannt.

## Werke
- One Woman’s Army: A Black Officer Remembers the WAC (= Texas A & M University military history series. Bd. 12). Texas A&M University Press, College Station 1989, ISBN 0-89096-375-4.

## Film
Unter der Regie von Tyler Perry entstand der 2024 veröffentlichte Film The Six Triple Eight, in dem Earley von Kerry Washington gespielt wird.